# César (football, 1979)
Pour les articles homonymes, voir César.
César Vinicio Cervo de Luca est un footballeur brésilien né le 19 mai 1979 à Rio de Janeiro. Il évoluait au poste de défenseur.

## Biographie
Vinicio Cesar commence sa carrière à Fluminense, au Brésil.
Il joue ensuite dans le championnat italien, au Chievo Vérone, à Catane et à Padoue.
Pour la saison 2011-2012 il s'engage en faveur de la Juve Stabia.

## Palmarès
- Champion de Serie B en 2008 avec le Chievo Vérone